# شرج آل علي سالم (حريضة)

تعديل مصدري - تعديل

شرج آل علي سالم هي إحدى قرى عزلة حريضة بمديرية حريضة التابعة لمحافظة حضرموت، بلغ تعداد سكانها 402 نسمة حسب تعداد اليمن لعام 2004.